# Flavoperla hagiensis
Flavoperla hagiensis är en bäcksländeart som först beskrevs av Okamoto 1912.  Flavoperla hagiensis ingår i släktet Flavoperla och familjen jättebäcksländor. Inga underarter finns listade i Catalogue of Life.